# Festival de télévision de Monte-Carlo 2005
 (novembre 2016).
Le Festival de télévision de Monte-Carlo 2005, 45e édition du festival, s'est déroulé du 26 au 1er juillet 2005.

## Palmarès

### Programme long fiction
- Meilleur programme long de fiction : OMAGH  Royaume-Uni
- Meilleure mise en scène : Denys Granier-Deferre pour 93, rue Lauriston  France
- Meilleur scénario : Pekko Pesonen et Juha Wuolijoki pour Gourmet Club  Finlande
- Meilleur acteur : Gerard McSorley dans OMAGH  Royaume-Uni
- Meilleure actrice : Michèle Forbes dans OMAGH  Royaume-Uni
- Mention spéciale - photographie : Hidden Children  Italie

### Actualités
- Meilleurs grands reportages d'actualités 
  - Prostitution Behind the Veil  Danemark
  - Traversée Clandestine, France 2  France
- Mention spéciale : Court Martial in Iraq  États-Unis

- Meilleur reportage du journal télévisé : Sky News, Dirty Blood: China's AIDS Crisis, Sky News  Royaume-Uni
- Meilleur reportage en direct : ITN - Beslan School Seige  Royaume-Uni

### Mini-séries
- Meilleure mini-série : Paolo Borsellino  Italie
- Meilleure actrice : Anamaria Marinca dans Sex Traffic (Rice and Carriage)  Royaume-Uni
- Meilleur acteur : Paul Gross dans H2O  Canada

### Séries TV - Comédie
- Meilleur producteur international : Mitchell Hurwitz, Ron Howard, Brian Grazer, David Nevins pour Arrested Development  États-Unis
- Meilleure actrice : Mélanie Doutey[1] dans Clara Sheller  France
- Meilleur acteur : Paul Whitehouse dans Help (série télévisée)
- Meilleurs producteurs européens : Jane Berthoud et Sophie Clarke-Jervoise pour Help (série télévisée)

### Série TV - Dramatique
- Meilleur producteur international : Sven Clausen pour The Eagle  Danemark
- Meilleure actrice : Caroline Quentin dans Life Begins
- Meilleur acteur : Michael C. Hall dans Six Feet Under
- Meilleur producteur européen : Nicola Schindler, Ann Harrison-Baxter et Bill Gallagher pour Conviction

### Prix spéciaux
- Prix spécial prince Rainier III : Indus Delta  Pakistan

- Prix AMADE-UNESCO
  - Karachi, les 10.000 enfants du Dr Azam  Luxembourg
  - Mention spéciale : The Illustrated Mum  Royaume-Uni

- Prix du Comité international de la Croix-Rouge : Djeca - Zrtve Rata (Children - Victims of the War)  Croatie
- Prix SIGNIS : OMAGH  Royaume-Uni
- Prix de la Croix-Rouge monégasque : The Illustrated Mum  Royaume-Uni